# DJ노믹스
DJ노믹스는 김대중 전 대통령의 영문 이니셜에 이코노믹스(economics ←경제의 영단어)의 뒷부분을 합친 합성어이다.
이는 경제위기를 극복하기 위해서는 과거 권위주의적인 관치경제의 틀을 깨는 경제패러다임이 필요하며 '민주주의와 시장경제의 병행발전'을 골자로 하는 DJ노믹스가 바로 이 시대가 요구하는 경제철학이라는 것이다. 여기서 민주주의는 지난 30여년간 지속되어 온 정경유착과 부정부패·도덕적 해이 등 경제위기를 발생시킨 근본원인들을 고치고, 개인의 노력과 능력에 따라 정당한 보상이 이뤄지게 하자는 것을 의미한다.